# Fortuna Düsseldorf
Fortuna Düsseldorf is een Duitse betaaldvoetbalclub uit Düsseldorf. De club is opgericht in 1895 en speelt haar thuiswedstrijden in de Merkur Spiel-Arena, die plaats biedt aan 54.600 toeschouwers.

## Geschiedenis

### Beginjaren
Op 5 mei 1895 werd de Turnverein Flingern 1895 opgericht. Doelstelling van de vereniging was "Lichaamsoefening en beweging". In mei 1911 werd de voetbalclub Alemannia 1911 opgericht. Anderhalf jaar later werd deze in voetbalclub Fortuna 1911 omgedoopt en midden 1913 fuseerde deze vereniging met de op 1 mei 1908 opgerichte Düsseldorfer Fußballklub Spielverein tot Düsseldorfer Fußballklub Fortuna 1911. Deze fusieclub fuseerde op haar beurt op 15 november 1919 met de eerder genoemde Turnverein Flingern 1895 tot Düsseldorfer Turn- und Sportverein Fortuna 1895.

### West-Duitse bond
De club, die aangesloten was bij de West-Duitse voetbalbond, ging vanaf 1919 in de Bergisch-Markse competitie spelen. In die tijd waren Düsseldorfer SC 99, SC Union 05 Düsseldorf en diens opvolger TuRU 1880 Düsseldorf de grote clubs uit de stad. In 1920 promoveerde de club voor het eerst naar de hoogste klasse, die in vier reeksen verdeeld was. Fortuna werd voorlaatste in de stadsliga Düsseldorf en omdat de vier reeksen werden samengevoegd moest de club een stap terugzetten. Fortuna promoveerde meteen terug naar de hoogste klasse. Van 1922 tot 1926 werd de competitie telkens over twee jaar gespreid en werd elk jaar één ronde gespeeld. Na twee seizoenen middenmoot eindigde de club in 1924/25 op een vierde plaats na de heenronde, de terugronde verliep bijzonder goed en de club stak zelfs Düsseldorfer SC 99 voorbij, die kampioen van de heenronde was en werd uiteindelijk tweede achter TuRU 1880. Voor het eerst waren de vicekampioenen niet uitgeteld na de reguliere competitie. Fortuna mocht naar de West-Duitse eindronde voor vicekampioenen en werd daar vierde in de groepsfase. Na dit seizoen werd de competitie weer over één jaar gespeeld en de reeks werd in twee verdeeld. Met grote voorsprong werd Fortuna groepswinnaar en ook in de finale werd rivaal TuRU 1880 verslagen. In de West-Duitse eindronde eindigden Fortuna samen met SV Kurhessen 1893 Kassel op een gedeelde derde plaats en speelde nog een testwedstrijd die ze wonnen. Ze moesten nu nog een wedstrijd spelen tegen de winnaar van de vicekampioenen voor het derde ticket naar de eindronde om de landstitel. Tegenstander was toevallig rivaal TuRU 1880 dat met 2:1 na verlengingen verloor. In de eindronde werd de club meteen met 1:4 gewipt door Hamburger SV. Het volgendee seizoen werd de club opnieuw groepswinnaar en nam het in de finale op tegen Sportfreunde Schwarz-Weiß Barmen. Na een 3:2 nederlaag kon de club met 5:1 winnen, maar omdat doelsaldo niet telde kwam er een derde wedstrijd die Barmen dan weer won. In de eindronde verloor Fortuna meteen van Schwarz-Weiß Essen. In 1928/29 won Fortuna de titel tegen SSV 1904 Elberfeld. In de eindronde werden de acht kampioenen verdeeld over twee groepen en Düsseldorf werd groepswinnaar waardoor ze zich voor de finalegroep plaatsen. Hier werden ze derde achter FC Schalke 04 en Meidericher SpV 02. Fortuna speelde nu een beslissende wedstrijd tegen Schwarz-Weiß Essen, winnaar van de vicekampioenen voor het derde ticket naar de nationale eindronde. Düsseldorf won en plaatste zich, in de eerste ronde verloor de club met 5:1 van SpVgg Fürth. Het volgende seizoen werden beide reeksen samen gevoegd en moest Fortuna genoegen nemen met een tweede plaats achter Benrath. In de eindronde versloeg de club VfB Lützel, SC Borussia 08 Rheine en in de finale Krefelder FC Preußen 1895. Hierdoor maakte de club nog kans op een ticket naar de nationale eindronde door te spelen tegen de nummer drie uit de kampioenengroep, echter was SpVgg Sülz 07 de club hier te vlug af. In 1930/31 werd de competitie weer gesplitst in twee reeksen en Fortuna werd overtuigend kampioen na een 3:0 en 8:0 zege op Schwarz-Weiß Barmen. In de eindronde wist Fortuna voor het eerst de titel te winnen, echter werd de club in de nationale eindronde meteen gestopt door Eintracht Frankfurt. De competitie werd nu zelfs in drie reeksen verdeeld en Fortuna werd overtuigend groepswinnaar met 15 zeges op 16 wedstrijden. In de finalegroep om de Bergisch-Markse titel moest de club echter genoegen nemen met een derde plaats achter SW Barmen en Benrath en was vroegtijdig uitgeschakeld. Fortuna herpakte zich het volgende seizoen en werd opnieuw kampioen. In de eindronde versloeg Fortuna SpVgg Sülz 07 met 0:7 en won daarna ook nog van 1. SV Borussia 04 Fulda. In de finale moest de club zich gewonnen geven tegen FC Schalke 04, maar plaatste zich wel voor de nationale eindronde. Voor het eerst kon de club een wedstrijd winnen, Vorwärts RaSpo Gleiwitz werd met de grond gelijk gemaakt (9:0) en ook Arminia Hannover en Eintracht Frankfurt werden weggemaaid op weg naar de finale, waarin ze opnieuw tegenover Schalke 04 kwamen te staan, dat deze keer aan het kortste eind trok, waardoor Fortuna de landstitel behaalde. Tot op heden is dit het grootste succes in de clubgeschiedenis. Paul Janes was een van de grootste spelers uit de jaren dertig van het Derde Rijk met 71 interlands op zijn palmares.

### Gauliga
Na dit seizoen werd de competitie grondig hervormd door het naziregime. De West-Duitse bond met zijn acht competities werden ontbonden en vervangen door de Gauliga. Fortuna ging in de Gauliga Niederrhein spelen. In het eerste seizoen eindigde de club samen met rivaal Benrath vanboven, maar moest genoegen nemen met een tweede plaats door een slechter doelsaldo van één goal. Het volgende seizoen had Benrath vier punten voorsprong, maar in 1935/36 won Fortuna de competitie wel.
In de einronde werden de kampioenen in groepen van vier onderverdeeld. Fortuna won vijf van de zes wedstrijden en verloor enkel van FC Hanau 93 met zware 5:1 cijfers. In de halve finale won de club van Vorwärts-RaSpo Gleiwitz en plaatste zich zo voor de finale tegen 1. FC Nürnberg. Deze laatste won met 2:1 de titel. Ook het volgende seizoen plaatste de club zich voor de eindronde en belandde nu in een groep samen met Nürnberg en werd tweede en was bijgevolg uitgeschakeld. Ook in 1937/38 werd de eindronde gehaald en deze keer stootte de club weer door naar de halve finale, maar verloor daar van Schalke 04. Er was dat jaar wel een wedstrijd voor de derde plaats die de club won van Hamburger SV.
In 1938/39 werden in de eindronde twee groepen van drie clubs gemaakt, Fortuna en Dresdner SC werden groepswinnaar en moesten tegen elkaar spelen voor een halve finale-ticket. Dresdner won. Het seizoen erna moest de club het in de groepsfase afleggen tegen Schalke. In 1941 werd de hegemonie van de club doorbroken door TuS Helene Altenessen en werd de club voor het eerst sinds 1935 geen kampioen, sterker nog, de club werd slechts vijfde in de competitie. Het volgende seizoen was een ramp voor de stad, alle drie de clubs eindigden op de drie laatste plaatsen, enkel Benrath wist zich te redden en Fortuna en rivaal TuRU degradeerden. Fortuna beperkte de afwezigheid tot één seizoen.

### Naoorlogse periode
Na de Tweede Wereldoorlog werd de Oberliga ingevoerd als nieuwe hoogste klasse met vijf reeksen. Fortuna speelde in de Oberliga West. De club speelde tot 1963 in de Oberliga, met uitzondering van seizoenen 1949/50 en 1960/61 toen Fortuna in de tweede klasse speelde. De bekendste speler was Toni Turek (1950-55), de 'voetbalgod' en wereldkampioen van 1954.  De beste plaats was de derde in 1959. In deze periode bereikte de club drie keer de finale van de Duitse beker, maar verloor deze van Bayern München, VfB Stuttgart en Nürnberg. Omdat Fortuna slechts een middenmoter was tijdens deze periode plaatsten ze zich niet voor de Bundesliga die van start ging in 1963. De club speelde in de Regionalliga West, die een van de vijf tweede klassen was. Na twee derde plaatsen werd de club kampioen in 1966 en werd ook groepswinnaar in de eindronde waardoor ze promoveerden naar de Bundesliga. Na één seizoen degradeerde de club terug naar de Regionalliga. Na vier seizoenen werd de club vicekampioen, met evenveel punten als kampioen VfL Bochum en stond in de eindronde in een groep met Borussia Neunkirchen, FC St. Pauli, 1. FC Nürnberg en Wacker 04 Berlin. Fortuna speelde twee keer gelijk en won zes keer en promoveerde zo voor de tweede keer naar de Bundesliga.

### Succes in Bundesliga
Het tweede avontuur in de Bundesliga begon veelbelovend en na zes speeldagen stond de club op de vierde plaats, maar daarna zakte de club weg en eindigde op de dertiende plaats. In 1972 werd het Rheinstadion vernieuwd omdat het gebruikt zou worden als stadion voor het WK 1974. Dit luidde een nieuwe grootste periode in voor de clubgeschiedenis. Fortuna draaide mee aan de top en stond op de negende speeldag op de tweede plaats achter Bayern München. Een nederlaag tegen Hamburg zorgde ervoor dat de club uit balans was en zes wedstrijden niet meer kon winnen en daardoor naar de vijfde plaats zakte. Naar het einde van het seizoen toe herpakte de club zich en werd uiteindelijk derde achter Bayern München en 1. FC Köln met 42 punten. Dit is het beste resultaat wat de club ooit haalde in de Bundesliga. Hierdoor mocht Fortuna voor het eerst Europees voetbal spelen en bereikte de achtste finales van de UEFA Cup, waarin het Oost-Duitse Lokomotive Leipzig de club versloeg. In de Bundesliga bevestigde de club door opnieuw derde te worden en ook in de UEFA Cup werd weer de achtste finale bereikt, waarin FC Amsterdam de club wipte.
Het volgende seizoen werd de club zesde en daarna twee keer twaalfde. In 1977/78 werd de vijfde plaats bereikt en speelde de club voor de vijfde keer in de geschiedenis de finale om de Duitse beker. Fortuna verloor met 0-2 van landskampioen Köln en mocht daardoor deelnemen aan de Europacup II. Fortuna slaagt erin om de finale te bereiken en nam het daarin op tegen FC Barcelona, dat met 4-3 (na verlengingen) won. In de competitie won de club in december 1978 met 7-1 van Bayern München, de grootste uitnederlaag in de geschiedenis van de Duitse recordkampioen.
In 1979 en 1980 bereikte de club opnieuw de finale van de Duitse beker en kon deze nu wel winnen. De Europese avonturen daarna duurden echter niet zo lang als in 1979. In 1981 bereikte de club nog de kwartfinale van de beker en daarmee werd een zegereeks van 18 opeenvolgende wedstrijden in de beker beëindigd door Hertha. Het is de enige club in Duitsland die zo lang ongeslagen was in de beker. Begin jaren tachtig verloor de club de aansluiting met de top en belandde in de lagere middenmoot tot een degradatie volgde in 1986/87.

### Liftploeg
Na twee seizoenen 2. Bundesliga werd de club kampioen. De Düsseldorfse punkband Die Toten Hosen betaalden een deel van de transfersom voor Anthony Baffoe van Fortuna Köln voor Fortuna Düsseldorf. De band is een van de prominentste fans van de club. Fortuna maakte een rentree in de Bundesliga met een negende plaats. Na een twaalfde plaats het volgende seizoen werd de club laatste in 1991/92. Het volgende seizoen eindigde catastrofaal met een 21ste plaats en een degradatie naar de Oberliga Nordrhein, toen nog de derde klasse. Fortuna speelde voor het eerst op het derde hoogste niveau en werd met 14 punten voorsprong op Alemannia Aachen kampioen. Het volgende seizoen werd de club derde en stootte in één keer door naar de Bundesliga. Fortuna is niet de enige club die twee keer op rij promoveerde naar de Bundesliga, ook TSV 1860 München (1992-1994), Arminia Bielefeld (1994-1996), 1. FC Nürnberg (1996-1998), SSV Ulm 1846 (1997-1999) en TSG Hoffenheim (2006-2008). Aan de winterstop stond Fortuna laatste en leek een retourticket tweede klasse te krijgen. Opsterker was wel het bereiken van de halve finale van de beker, waarin het van Karlsruher SC verloor. In de competitie ging het na de winterstop beter en de club slaagde erin om het behoud te verzekeren. Het volgende seizoen kon degradatie echter niet meer vermeden worden.

### Verval en wederopstanding
Twee jaar later degradeerde de club voor de tweede keer in zijn bestaan naar de derde klasse, de Regionalliga West-Südwest. In het eerste seizoen werd de club zesde. Dit volstond om het behoud te verzekeren want de vier reeksen Regionalliga werden vervangen door twee reeksen. Het volgende seizoen waren de sterke teams dus gebundeld in twee reeksen en Fortuna eindigde op een degradatieplaats. Doordat Sachsen Leipzig en SV Wilhelmshaven geen licentie kregen voor het volgende seizoen werd de club echter gered. Het was echter uitstel van executie en in 2002 degradeerde de club naar de Oberliga, die nu nog maar de vierde klasse was. De club belandde in de financiële problemen en Die Toten Hosen schoten de club te hulp en sponsorden van 2001 tot 2003. Op 3 maart 2002 speelde de club zijn laatste wedstrijd in het Rheinstadion voor 21.000 toeschouwers tegen Rot-Weiss Essen, het werd 1-1. Het Rheinstadion werd afgebroken. De club verhuisde naar het kleine Paul-Janes-Stadion, dat plaats biedt aan 8700 toeschouwers.
Na twee seizoenen Oberliga werd de club vicekampioen achter SSVg Velbert en promoveerde naar de Regionalliga Nord omdat Velbert geen licentie kreeg. Op de plaats van het oude Rheinstadion werd de LTU arena gebouwd, goed voor 51.500 toeschouwers. In 2009 werd de naam veranderd naar ESPRIT arena. De openingswedstrijd werd gewonnen met 2-0 tegen 1. FC Union Berlin voor 38123 toeschouwers, een nieuw toeschouwersrecord voor de Regionalliga Nord. Na drie middenmootseizoenen werd de club in 2008 derde. Hierdoor kwalificeerde de club zich voor de 3. Liga, een nieuwe profcompetitie die nu de derde klasse werd, de Regionalliga was nu nog maar de vierde klasse.
De club deed het heel goed in de 3. Liga en op 23 mei 2009 verzekerde de club de promotie naar de 2. Bundesliga tegen Werder Bremen II, waarna Fortuna-Fans het veld bestormden. Er kwamen 50.095 toeschouwers kijken voor deze wedstrijd, een toeschouwersrecord voor de 3. Liga. De club trok de lijn bijna door met een tweede promotie op rij, maar de club werd uiteindelijk vierde. Seizoen 2010/11 begon er slecht met een aantal nederlagen op rij, maar de club herpakte zich en werd zevende. In 2011/12 deed de club lange tijd mee om de titel, maar moest zich uiteindelijk tevreden stellen met een derde plaats die recht gaf op barrage tegen de nummer 16 uit de Bundesliga, Hertha BSC. Na een overwinning in Berlijn speelde de club thuis gelijk en promoveerde zo na lange tijd terug naar de hoogste klasse. De club leek het hele seizoen het behoud te kunnen verzekeren, maar aan het einde van het seizoen kon de club twaalf speeldagen lang niet winnen en op de allerlaatste speeldag belandde Fortuna Düsseldorf op de voorlaatste plaats door overwinningen van rechtstreekse concurrenten en degradeerde opnieuw.
Het eerste seizoen in de tweede klasse behaalde Fortuna 50 punten en eindigde op een gedeelde 5de plaats. In het seizoen 2017/18 wist de club onder leiding van trainer-coach Friedhelm Funkel promotie af te dwingen naar de Bundesliga. De ploeg uit Düsseldorf won op zaterdag 28 april 2018 bij Dynamo Dresden met 2-1 en was daarmee zeker van minimaal de tweede plek, die goed is voor promotie naar de hoogste voetbalcompetitie in Duitsland. Het toeval wilde dat de titelpretendenten Fortuna en Nürnberg elkaar op de laatste speeldag troffen, beide clubs met evenveel punten. Fortuna won in het hol van de leeuw met 2-3 en werd zo kampioen.
Het eerste jaar van de club terug in de Bundesliga werd lijfsbehoud zeker gesteld door middel van een tiende plaats. In het seizoen dat volgde van 2019/20 verkeerde de club vanaf de veertiende speelronde in de degradatiezone. Tot de een-na-laatste wedstrijd stond de club op de zestiende plaats, waardoor promotie-/degradatiewedstrijden de club nog op het hoogste niveau kon houden. Echter, de laatste speelronde werd de club fataal en eindigde als zeventiende waardoor de club direct degradeerde naar de 2. Bundesliga. Tijdens het seizoen werd Funkel vervangen voor Uwe Rösler. Sindsdien is de club actief op het tweede niveau waar het meedoet in de hoogste regionen van de competitie. Sinds 8 februari 2022 is Daniel Thioune de trainer van de club.

### De grootste rivalen
- 1. FC Köln
- Bayer 04 Leverkusen
- Rot-Weiss Essen
- Düsseldorfer SC 99
- TuRU Düsseldorf
- FC Bayern München
- Rot-Weiß Oberhausen
- KFC Uerdingen 05
- Borussia Mönchengladbach
- Wuppertaler SV Borussia

## Erelijst
- Landskampioen

1933
- 2. Bundesliga

2018
- DFB-Pokal

1979, 1980
- Kampioen Bergisch-Mark

1927, 1929, 1931, 1933
- Kampioen West-Duitsland

1931
- Gauliga Niederrhein

1936, 1937, 1938, 1939, 1940
- Intertoto Cup

1967, 1984, 1986

## Overzichtslijsten
| Niveau | Aantal | Periode (1947-2026) |
| ------ | ------ | --- |
| I      | 39     | 1947-1949,1950-1960, 1961-1963, 1966-1967, 1971-1987, 1989-1992, 1995-1997, 2012-2013, 2018-2020                        |
| II     | 29     | 1949-1950, 1960-1961, 1963-1966, 1967-1971, 1987-1989, 1992-1993, 1994-1995, 1997-1999, 2009-2012, 2013-2018, 2020-.... |
| III    | 9      | 1993-1994, 1999-2002, 2004-2009                                                                                         |
| IV     | 2      | 2002-2004 |

### Eindstanden vanaf 1964
- 1964 3e
Regionalliga
- 1965 3e
Regionalliga
- 1966 1e
Regionalliga
- 1967 17e
Bundesliga
- 1968 6e
Regionalliga
- 1969 4e
Regionalliga
- 1970 4e
Regionalliga
- 1971 2e
Regionalliga
- 1972 13e
Bundesliga
- 1973 3e
Bundesliga
- 1974 3e
Bundesliga
- 1975 6e
Bundesliga
- 1976 12e
Bundesliga
- 1977 12e
Bundesliga
- 1978 5e
Bundesliga
- 1979 7e
Bundesliga
- 1980 11e
Bundesliga
- 1981 13e
Bundesliga
- 1982 5e
Bundesliga
- 1983 9e
Bundesliga
- 1984 14e
Bundesliga
- 1985 15e
Bundesliga
- 1986 14e
Bundesliga
- 1987 17e
Bundesliga
- 1988 5e
2. Bundesliga
- 1989 1e
2. Bundesliga
- 1990 9e
Bundesliga
- 1991 12e
Bundesliga
- 1992 20e
Bundesliga
- 1993 21e
2. Bundesliga
- 1994 1e
Oberliga
- 1995 3e
2. Bundesliga
- 1996 13e
Bundesliga
- 1997 16e
Bundesliga
- 1998 7e
2. Bundesliga
- 1999 18e
2. Bundesliga
- 2000 6e
Regionalliga
- 2001 16e
Regionalliga
- 2002 17e
Regionalliga
- 2003 8e
Oberliga
- 2004 2e
Oberliga
- 2005 8e
Regionalliga
- 2006 5e
Regionalliga
- 2007 10e
Regionalliga
- 2008 3e
Regionalliga
- 2009 2e
3. Liga
- 2010 4e
2. Bundesliga
- 2011 7e
2. Bundesliga
- 2012 3e
2. Bundesliga
- 2013 17e
Bundesliga
- 2014 6e
2. Bundesliga
- 2015 10e
2. Bundesliga
- 2016 14e
2. Bundesliga
- 2017 11e
2. Bundesliga
- 2018 1e
2. Bundesliga
- 2019 10e
Bundesliga
- 2020 17e
Bundesliga
- 2021 5e
2. Bundesliga
- 2022 10e
2. Bundesliga
- 2023 4e
2. Bundesliga
- 2024 3e
2. Bundesliga
- 2025 6e
2. Bundesliga

- Niveau 1
- Niveau 2
- Niveau 3
- Niveau 4

| Legenda niveautijdlijn | Legenda niveautijdlijn      | Legenda niveautijdlijn      | Legenda niveautijdlijn      | Legenda niveautijdlijn    | Legenda niveautijdlijn |
| Liga                   | Seizoen 1963/64 t/m 1973/74 | Seizoen 1974/75 t/m 1993/94 | Seizoen 1994/95 t/m 2007/08 | Seizoen 2008/09 tot heden | Opmerking              |
| ---------------------- | --------------------------- | --------------------------- | --------------------------- | ------------------------- | ---------------------- |
| Bundesliga             | Niveau I                    | Niveau I                    | Niveau I                    | Niveau I                  |                        |
| 2. Bundesliga          | --                          | Niveau II                   | Niveau II                   | Niveau II                 |                        |
| 3. Liga                | --                          | --                          | --                          | Niveau III                |                        |
| Regionalliga           | Niveau II                   | --                          | Niveau III                  | Niveau IV                 |                        |
| Oberliga               | --                          | Niveau III *                | Niveau IV                   | Niveau V                  | * vanaf 1978/79        |

### Seizoensresultaten vanaf 1964
| Seizoen | Niveau | Positie | Liga                       | Wedstr. | Winst | Gelijk | Verlies | Doelsaldo | Punten | Tsch.gem. | Topscorer                          | DFB-Pokal    | Opmerkingen                                          |
| ------- | ------ | ------- | -------------------------- | ------- | ----- | ------ | ------- | --------- | ------ | --------- | ---------------------------------- | ------------ | ---------------------------------------------------- |
| 63/64   | II     | 3       | Regionalliga West          | 34      | 21    | 8      | 9       | 85-50     | 50     |           |                                    | --           |                                                      |
| 64/65   | II     | 3       | Regionalliga West          | 34      | 18    | 7      | 9       | 71-38     | 43     |           |                                    | --           |                                                      |
| 65/66   | II     | 1       | Regionalliga West          | 34      | 26    | 6      | 2       | 79-22     | 58     |           |                                    | 1e ronde     |                                                      |
| 65/66   | II     | 1       | Promotieseries >Bundesliga | 6       | 4     | 0      | 2       | 17-8      | 8      | 42.000    | Peter Meyer (4)                    |              |                                                      |
| 66/67   | I      | 18      | Bundesliga                 | 34      | 9     | 7      | 18      | 44-66     | 25     | 29.176    | Waldemar Gerhardt (12)             | kwartfinale  |                                                      |
| 67/68   | II     | 6       | Regionalliga West          | 34      | 11    | 13     | 10      | 65-49     | 35     |           |                                    | --           |                                                      |
| 68/69   | II     | 4       | Regionalliga West          | 34      | 18    | 9      | 7       | 64-35     | 45     |           |                                    | --           |                                                      |
| 69/70   | II     | 4       | Regionalliga West          | 34      | 18    | 8      | 8       | 65-33     | 44     |           |                                    | --           |                                                      |
| 70/71   | II     | 2       | Regionalliga West          | 34      | 25    | 6      | 3       | 70-26     | 56     |           |                                    | halve finale |                                                      |
| 70/71   | II     | 1       | Promotieseries >Bundesliga | 8       | 6     | 2      | 0       | 19-7      | 14     | 23.500    | Dieter Herzog (6)                  |              |                                                      |
| 71/72   | I      | 13      | Bundesliga                 | 34      | 10    | 10     | 14      | 40-53     | 30     | 15.412    | Reiner Geye (8)                    | 8e finale    |                                                      |
| 72/73   | I      | 3       | Bundesliga                 | 34      | 15    | 12     | 7       | 62-45     | 42     | 26.118    | Reiner Geye (16)                   | 1e ronde     | 2e Groep 6 Ligapokal.                                |
| 73/74   | I      | 3       | Bundesliga                 | 34      | 16    | 9      | 9       | 61-47     | 41     | 23.912    | Reiner Geye (16)                   | 1e ronde     |                                                      |
| 74/75   | I      | 6       | Bundesliga                 | 34      | 16    | 9      | 9       | 66-55     | 41     | 22.235    | Reiner Geye (15)                   | kwartfinale  |                                                      |
| 75/76   | I      | 12      | Bundesliga                 | 34      | 10    | 10     | 14      | 47-57     | 30     | 18.324    | Dieter Herzog (9)                  | kwartfinale  |                                                      |
| 76/77   | I      | 12      | Bundesliga                 | 34      | 11    | 9      | 14      | 52-54     | 31     | 20.471    | Wolfgang Seel (9)                  | 2e ronde     |                                                      |
| 77/78   | I      | 5       | Bundesliga                 | 34      | 15    | 9      | 10      | 49-36     | 39     | 18.324    | Wolfgang Seel (8)                  | Finale       | Finale DFB-Pokal 0-2 1.FC Köln.                      |
| 78/79   | I      | 7       | Bundesliga                 | 34      | 13    | 11     | 10      | 70-59     | 37     | 18.935    | Klaus Allofs (22)                  | Winnaar      | Winnaar DFB-Pokal 1-0 n.v. Hertha BSC.               |
| 79/80   | I      | 11      | Bundesliga                 | 34      | 13    | 6      | 15      | 62-72     | 32     | 20.541    | Klaus Allofs (16)                  | Winnaar      | Winnaar DFB-Pokal 2-1 n.v. 1. FC Köln.               |
| 80/81   | I      | 13      | Bundesliga                 | 34      | 10    | 8      | 16      | 57-64     | 28     | 18.398    | Klaus Allofs (19)                  | kwartfinale  |                                                      |
| 81/82   | I      | 15      | Bundesliga                 | 34      | 6     | 13     | 15      | 48-73     | 25     | 15.559    | Thomas Allofs (13)                 | 3e ronde     |                                                      |
| 82/83   | I      | 9       | Bundesliga                 | 34      | 11    | 8      | 15      | 63-75     | 30     | 13.141    | Atli Eðvaldsson (21)               | 2e ronde     |                                                      |
| 83/84   | I      | 14      | Bundesliga                 | 34      | 11    | 7      | 16      | 63-75     | 29     | 20.735    | Günter Thiele (12)                 | 1e ronde     |                                                      |
| 84/85   | I      | 15      | Bundesliga                 | 34      | 10    | 9      | 15      | 53-66     | 29     | 12.518    | Günter Thiele (17)                 | 2e ronde     |                                                      |
| 85/86   | I      | 14      | Bundesliga                 | 34      | 11    | 7      | 16      | 54-78     | 29     | 10.312    | Hasse Holmqvist (11)               | 2e ronde     |                                                      |
| 86/87   | I      | 17      | Bundesliga                 | 34      | 7     | 6      | 21      | 42-91     | 20     | 12.265    | Henrik-Ravn Jensen (7)             | halve finale |                                                      |
| 87/88   | II     | 5       | 2. Bundesliga              | 38      | 20    | 6      | 12      | 63-38     | 46     | 6.868     | Sven Demandt (14)                  | 8e finale    |                                                      |
| 88/89   | II     | 1       | 2. Bundesliga              | 38      | 19    | 11     | 8       | 85-52     | 49     | 5.726     | Sven Demandt (35)                  | 1e ronde     |                                                      |
| 89/90   | I      | 9       | Bundesliga                 | 34      | 10    | 12     | 12      | 41-41     | 32     | 19.941    | Uwe Fuchs (7)                      | kwartfinale  |                                                      |
| 90/91   | I      | 12      | Bundesliga                 | 34      | 11    | 10     | 13      | 40-49     | 32     | 16.588    | Thomas Allofs (15)                 | 2e ronde     |                                                      |
| 91/92   | I      | 20      | Bundesliga                 | 38      | 6     | 12     | 20      | 41-69     | 24     | 14.000    | Jörn Andersen (10)                 | 3e ronde     |                                                      |
| 92/93   | II     | 21      | 2. Bundesliga              | 46      | 11    | 12     | 23      | 45-65     | 34     | 5.726     | Ryszard Cyroń (9)                  | 8e finale    |                                                      |
| 93/94   | III    | 1       | Oberliga Nordrhein         | 30      | 24    | 4      | 2       | 65-23     | 52     |           | Ryszard Cyroń (22)                 | 2e ronde     | Promotieserie: 1e in groep 3                         |
| 94/95   | II     | 3       | 2. Bundesliga              | 34      | 15    | 13     | 6       | 51-35     | 43     | 9.659     | Vlatko Glavaš (10)                 | --           |                                                      |
| 95/96   | I      | 13      | Bundesliga                 | 34      | 8     | 16     | 10      | 40-47     | 40     | 25.079    | Ryszard Cyroń (9)                  | halve finale |                                                      |
| 96/97   | I      | 16      | Bundesliga                 | 34      | 9     | 6      | 19      | 26-57     | 33     | 21.265    | Sergey Yuran (5)                   | 2e ronde     |                                                      |
| 97/98   | II     | 7       | 2. Bundesliga              | 34      | 13    | 7      | 14      | 52-54     | 46     | 12.124    | Igli Tare (13)                     | 1e ronde     |                                                      |
| 98/99   | II     | 18      | 2. Bundesliga              | 34      | 5     | 13     | 16      | 35-59     | 28     | 8.888     | Igli Tare (11)                     | 8e finale    |                                                      |
| 99/00   | III    | 6       | Regionalliga West/Südwest  | 36      | 13    | 14     | 9       | 53-35     | 53     |           | Ganiyu Shittu (13)                 | 2e ronde     |                                                      |
| 00/01   | III    | 16      | Regionalliga Nord          | 36      | 13    | 3      | 20      | 46-52     | 42     | 5.125     | Aleh Putsila (11)                  | --           |                                                      |
| 01/02   | III    | 17      | Regionalliga Nord          | 34      | 8     | 8      | 18      | 36-57     | 32     | 5.719     | Frank Mayer (7)                    | --           |                                                      |
| 02/03   | IV     | 8       | Oberliga Nordrhein         | 32      | 12    | 10     | 10      | 47-49     | 46     |           |                                    | --           |                                                      |
| 03/04   | IV     | 2       | Oberliga Nordrhein         | 34      | 21    | 8      | 5       | 60-30     | 71     |           |                                    | --           |                                                      |
| 04/05   | III    | 8       | Regionalliga Nord          | 36      | 12    | 13     | 11      | 46-42     | 49     | 8.611     | Frank Mayer (9)                    | 1e ronde     |                                                      |
| 05/06   | III    | 5       | Regionalliga Nord          | 36      | 18    | 9      | 9       | 62-47     | 63     | 7.387     | Marcus Feinbier (15)               | --           |                                                      |
| 06/07   | III    | 10      | Regionalliga Nord          | 36      | 13    | 12     | 11      | 50-47     | 51     | 10.603    | Marcus Feinbier (9)                | --           |                                                      |
| 07/08   | III    | 3       | Regionalliga Nord          | 36      | 19    | 7      | 10      | 49-29     | 64     | 12.682    | Axel Lawarée (15)                  | --           |                                                      |
| 08/09   | III    | 2       | 3. Liga                    | 38      | 20    | 9      | 9       | 54-33     | 69     | 14.875    | Marco Christ (11)                  | --           |                                                      |
| 09/10   | II     | 4       | 2. Bundesliga              | 34      | 17    | 8      | 9       | 48-31     | 59     | 28.007    | Martin Harnik (13)                 | 1e ronde     |                                                      |
| 10/11   | II     | 7       | 2. Bundesliga              | 34      | 16    | 5      | 13      | 49-39     | 53     | 21.051    | Jens Langeneke (8)                 | 1e ronde     |                                                      |
| 11/12   | II     | 3       | 2. Bundesliga              | 34      | 16    | 14     | 4       | 64-35     | 62     | 31.900    | Sascha Rösler (13)                 | 8e finale    | PD-wedstrijden > Hertha BSC 4-3: 2-1 uit, 2-2 thuis. |
| 12/13   | I      | 17      | Bundesliga                 | 34      | 7     | 9      | 18      | 39-57     | 30     | 45.991    | Dani Schahin (8)                   | 8e finale    |                                                      |
| 13/14   | II     | 6       | 2. Bundesliga              | 34      | 13    | 11     | 10      | 45-44     | 50     | 33.982    | Charlison Benschop (12)            | 1e ronde     |                                                      |
| 14/15   | II     | 10      | 2. Bundesliga              | 34      | 11    | 11     | 12      | 48-52     | 44     | 29.945    | Charlison Benschop (13)            | 1e ronde     |                                                      |
| 15/16   | II     | 14      | 2. Bundesliga              | 34      | 9     | 8      | 17      | 32-47     | 35     | 25.897    | Kerim Demirbay (10)                | 2e ronde     |                                                      |
| 16/17   | II     | 11      | 2. Bundesliga              | 34      | 10    | 12     | 12      | 37-39     | 42     | 25.978    | Rouwen Hennings (9)                | 2e ronde     |                                                      |
| 17/18   | II     | 1       | 2. Bundesliga              | 34      | 19    | 6      | 9       | 57-43     | 63     | 28.838    | Rouwen Hennings (13)               | 2e ronde     |                                                      |
| 18/19   | I      | 10      | Bundesliga                 | 34      | 13    | 5      | 16      | 49-65     | 44     | 43.857    | Dodi Lukebakio / Benito Raman (10) | 8e finale    |                                                      |
| 19/20   | I      | 17      | Bundesliga                 | 34      | 6     | 12     | 16      | 36-67     | 30     | 30.581    | Rouwen Hennings (15)               | kwartfinale  |                                                      |
| 20/21   | II     | 5       | 2. Bundesliga              | 34      | 16    | 8      | 10      | 55-46     | 56     | --        | Rouwen Hennings (9)                | 2e ronde     |                                                      |
| 21/22   | II     | 10      | 2. Bundesliga              | 34      | 11    | 11     | 12      | 45-42     | 44     | 17.526    | Rouwen Hennings (13)               | 2e ronde     |                                                      |
| 22/23   | II     | 4       | 2. Bundesliga              | 34      | 17    | 7      | 10      | 60-43     | 58     | 29.420    | Dawid Kownacki (15)                | 8e finale    |                                                      |
| 23/24   | II     | 3       | 2. Bundesliga              | 34      | 18    | 9      | 7       | 72-40     | 63     | 39.672    | Christos Tzolis (22)               | halve finale |                                                      |
| 24/25   | II     | 6       | 2. Bundesliga              | 34      | 14    | 11     | 9       | 64-52     | 53     |           | Dawid Kownacki (13)                | 1e ronde     |                                                      |

## Fortuna in Europa
Uitslagen vanuit gezichtspunt Fortuna Düsseldorf
| Seizoen                                                     | Competitie   | Ronde | Land                                          | Club                  | Totaalscore | 1e W         | 2e W    | PUC  |
| ----------------------------------------------------------- | ------------ | ----- | --------------------------------------------- | --------------------- | ----------- | ------------ | ------- | ---- |
| 1973/74                                                     | UEFA Cup     | 1R    | Vlag van Denemarken                           | Næstved IF            | 3-2         | 1-0 (T)      | 2-2 (U) | 7.0  |
|                                                             |              | 2R    | Vlag van Oostenrijk                           | FC Admira/Wacker      | 4-2         | 1-2 (U)      | 3-0 (T) | 7.0  |
|                                                             |              | 1/8   | Vlag van Duitse Democratische Republiek       | Lokomotive Leipzig    | 2-4         | 2-1 (T)      | 0-3 (U) | 7.0  |
| 1974/75                                                     | UEFA Cup     | 1R    | Vlag van Italië                               | Torino Calcio         | 4-2         | 1-1 (U)      | 3-1 (T) | 5.0  |
|                                                             |              | 2R    | Vlag van Hongarije                            | Győri ETO FC          | 3-2         | 0-2 (U)      | 3-0 (T) | 5.0  |
|                                                             |              | 1/8   | Vlag van Nederland                            | FC Amsterdam          | 1-5         | 0-3 (U)      | 1-2 (T) | 5.0  |
| 1978/79                                                     | Europacup II | 1R    | Vlag van Roemenië (1965-1989)                 | Universitatea Craiova | 5-4         | 4-3 (U)      | 1-1 (T) | 12.0 |
|                                                             |              | 1/8   | Vlag van Schotland                            | Aberdeen FC           | 3-2         | 3-0 (T)      | 0-2 (U) | 12.0 |
|                                                             |              | 1/4   | Vlag van Zwitserland                          | Servette Genève       | 1-1 u       | 0-0 (T)      | 1-1 (U) | 12.0 |
|                                                             |              | 1/2   | Vlag van Tsjechië                             | Baník OKD Ostrava     | 4-3         | 3-1 (T)      | 1-2 (U) | 12.0 |
|                                                             |              | F     | Vlag van Spanje (21 jan. 1977 - 18 dec. 1981) | FC Barcelona          | 3-4         | 3-4 (nv 2-2) | < Basel | 12.0 |
| 1979/80                                                     | Europacup II | 1R    | Vlag van Schotland                            | Glasgow Rangers       | 1-2         | 1-2 (U)      | 0-0 (T) | 1.0  |
| 1980/81                                                     | Europacup II | 1R    | Vlag van Oostenrijk                           | SV Austria Salzburg   | 8-0         | 5-0 (T)      | 3-0 (U) | 9.0  |
|                                                             |              | 1/8   | Vlag van België                               | Waterschei SV Thor    | 1-0         | 0-0 (U)      | 1-0 (T) | 9.0  |
|                                                             |              | 1/4   | Vlag van Portugal                             | SL Benfica            | 2-3         | 2-2 (T)      | 0-1 (U) | 9.0  |
| Totaal aantal behaalde punten voor UEFA coëfficiënten: 34.0 |              |       |                                               |                       |             |              |         |      |

Zie ook
- Deelnemers UEFA-toernooien Duitsland
- Ranglijst van alle clubs die in de diverse Europa Cups zijn uitgekomen

## Selectie 2024/25
| Nr.           | Naam                      | Nationaliteit   | Geboortedatum | Interlands | Vorige club                |
| ------------- | ------------------------- | --------------- | ------------- | ---------- | -------------------------- |
| Keepers       |                           |                 |               |            |                            |
| 1             | Robert Kwasigroch         | Duitsland       | 26-06-2004    |            | Hertha BSC (uitgeleend)    |
| 26            | Florian Schock            | Duitsland       | 22-05-2001    |            | VfB Stuttgart              |
| 33            | Florian Kastenmaier       | Duitsland       | 28-06-1997    |            | VfB Stuttgart II           |
| Verdedigers   |                           |                 |               |            |                            |
| 2             | Takashi Uchino            | Japan           | 07-03-2001    |            | Fortuna Düsseldorf II      |
| 3             | André Hoffmann            | Duitsland       | 28-02-1993    |            | Hannover 96                |
| 5             | Joshua Quarshie           | Duitsland       | 26-07-2004    |            | Hoffenheim                 |
| 15            | Tim Oberdorf              | Duitsland       | 16-08-1996    |            | Fortuna Düsseldorf II      |
| 25            | Matthias Zimmermann       | Duitsland       | 16-06-1992    |            | VfB Stuttgart              |
| 30            | Jordy de Wijs             | Nederland       | 08-01-1995    |            | Queens Park Rangers FC     |
| 34            | Nicolas Gavory            | Frankrijk       | 16-02-1996    | 1          | Standard Luik              |
| Middenvelders |                           |                 |               |            |                            |
| 4             | Ao Tanaka                 | Japan           | 10-09-1998    | 13         | Kawasaki Frontale          |
| 8             | Ísak Bergmann Jóhannesson | IJsland         | 23-03-2003    |            | Kopenhagen                 |
| 11            | Felix Klaus               | Duitsland       | 13-09-1992    |            | VfL Wolfsburg              |
| 22            | Danny Schmidt             | Duitsland       | 30-01-2003    |            | Mainz 05 II                |
| 23            | Shinta Appelkamp          | Japan Duitsland | 01-11-2000    |            | Eigen jeugd                |
| 31            | Marcel Sobottka           | Duitsland       | 25-04-1994    |            | FC Schalke 04              |
| 35            | Daniel Bunk               | Duitsland       | 25-03-2004    |            | Eigen jeugd                |
| 39            | Noah Mbamba               | België          | 05-01-2005    |            | Leverkusen (uitgeleend)    |
| 43            | King Manu                 | Duitsland       | 23-11-2003    |            | Fortuna Düsseldorf II      |
| 46            | Sima Suso                 | Duitsland       | 28-05-2005    |            | Fortuna Düsseldorf U-19    |
| Aanvallers    |                           |                 |               |            |                            |
| 7             | Dženan Pejčinović         | Duitsland       | 15-02-2005    |            | VfL Wolfsburg (uitgeleend) |
| 9             | Vincent Vermeij           | Nederland       | 09-08-1994    |            | SC Freiburg II             |
| 18            | Jona Niemiec              | Duitsland       | 19-09-2001    |            | Fortuna Düsseldorf II      |
| 19            | Emmanuel Iyoha            | Duitsland       | 11-10-1997    |            | Holstein Kiel              |
| 21            | Tim Rossmann              | Duitsland       | 11-11-2003    |            | Karlsruher SC              |
| 27            | Dennis Jastrzembski       | Duitsland       | 20-02-2000    |            | Śląsk Wrocław              |
| Trainers      |                           |                 |               |            |                            |
| T             | Daniel Thioune            | Duitsland       | 21-07-1974    |            | Hamburger SV               |
| AT            | Manfred Stefes            | Duitsland       | 28-035-1967   |            | Borussia Dortmund          |
| AT            | Jan Hoepner               | Duitsland       | 11-04-1981    |            | Bayer 04 Leverkusen U-17   |
| KT            | Christoph Semmler         | Duitsland       | 03-03-1980    |            | KAS Eupen                  |

Stand: 01-08-2024

## Stadion

### Merkur Spiel-Arena
De Merkur Spiel-Arena (vorige naam: LTU arena) is een multifunctioneel voetbalstadion met plaats voor 54.600 toeschouwers in Düsseldorf. Sinds 2004 is het de thuisbasis van de voetbalclub Fortuna Düsseldorf en het verving het voormalige Rheinstadion dat op dezelfde plek stond.

### Rheinstadion
Het vorige stadion, het Rheinstadion van Fortuna Düsseldorf stond nagenoeg op dezelfde plek. Ten tijde van de sloop in 2002 konden 54.000 mensen plaatsnemen in het stadion. Aan het eind van het seizoen 2001-2002 is het gesloopt.

## Fans
Fortuna heeft het toeschouwersrecord in de Regionalliga en in de 3. Liga. Op 10 september 2004 kwamen er liefst 38.500 toeschouwers af op de wedstrijd, in de Regionalliga, tegen 1. FC Union Berlin. Op 23 mei 2009 kwamen er 50.095 toeschouwers af op de wedstrijd tegen Werder Bremen II, waarin promotie kon worden veilig gesteld.

## Spelers records
Top-5 meest gespeelde wedstrijden
| Nr. | Land      | Naam          | Positie      | Periode   | Aantal |
| --- | --------- | ------------- | ------------ | --------- | ------ |
| 1.  | Duitsland | Gerd Zewe     | Middenvelder | 1972-1987 | 555    |
| 2.  | Duitsland | Egon Köhnen   | Middenvelder | 1966-1981 | 464    |
| 3.  | Duitsland | Josef Weikl   | Middenvelder | 1977-1988 | 416    |
| 4.  | Duitsland | Heiner Baltes | Verdediger   | 1970-1981 | 358    |
| 5.  | Duitsland | Wolfgang Seel | Aanvaller    | 1973-1982 | 353    |

Top-5 Doelpuntenmakers
| Nr. | Land      | Naam             | Periode   | Aantal |
| --- | --------- | ---------------- | --------- | ------ |
| 1.  | Duitsland | Reiner Geye      | 1968-1977 | 129    |
| 2.  | Duitsland | Peter Meyer      | 1960-1967 | 118    |
| 3.  | Duitsland | Hans Müller†     | 1947-1957 | 101    |
| 4.  | Duitsland | Klaus Allofs     | 1975-1981 | 97     |
| 5.  | Duitsland | Rouwen Hennings  | 2016-2023 | 84     |
| 5.  | Duitsland | Karl Gramminger† | 1952-1958 | 84     |

stand:02-08-2025

## Coaches[2]
| Van        | Tot        | Naam                    | Geboren    |
| ---------- | ---------- | ----------------------- | ---------- |
| 01/07/1968 | 30/06/1970 | Otto Knefler            | 05/09/1923 |
| 01/07/1970 | 20/04/1975 | Heinz Lucas             | 10/08/1920 |
| 21/04/1975 | 30/06/1975 | Manfred Krafft          | 11/12/1937 |
| 01/07/1975 | 14/04/1976 | Sepp Piontek            | 05/03/1940 |
| 15/04/1976 | 30/06/1976 | Manfred Krafft          | 11/12/1937 |
| 01/07/1976 | 30/06/1978 | Dietrich Weise          | 21/11/1934 |
| 01/07/1978 | 09/10/1979 | Hans-Dieter Tippenhauer | 16/10/1943 |
| 12/10/1979 | 05/12/1980 | Otto Rehhagel           | 09/08/1938 |
| 08/12/1980 | 30/06/1981 | Heinz Höher             | 11/08/1938 |
| 01/07/1981 | 25/10/1982 | Jörg Berger             | 13/10/1944 |
| 26/10/1982 | 14/04/1985 | Willibert Kremer        | 15/10/1939 |
| 15/04/1985 | 02/04/1987 | Dieter Brei             | 30/09/1950 |
| 03/04/1987 | 30/06/1987 | Gerd Meyer              | 27/08/1946 |
| 01/07/1987 | 15/12/1990 | Aleksandar Ristić       | 28/06/1944 |
| 04/01/1991 | 28/08/1991 | Josef Hickersberger     | 27/04/1948 |
| 28/08/1991 | 23/01/1992 | Rolf Schafstall         | 22/02/1937 |
| 24/01/1992 | 25/03/1992 | Hans-Jürgen Gede        | 14/11/1956 |
| 26/03/1992 | 10/08/1992 | Horst Köppel            | 17/05/1948 |
| 11/08/1992 | 12/08/1992 | Rudolf Wojtowicz        | 09/06/1956 |
| 13/08/1992 | 24/11/1996 | Aleksandar Ristić       | 28/06/1944 |
| 25/11/1996 | 16/09/1997 | Rudolf Wojtowicz        | 09/06/1956 |
| 18/09/1997 | 10/05/1998 | Ulrich Maslo            | 06/07/1938 |
| 11/05/1998 | 30/06/1998 | Enver Marić             | 23/04/1948 |
| 01/07/2000 | 23/01/2001 | Aleksandar Ristić       | 28/06/1944 |
| 24/01/2001 | 09/04/2001 | Uwe Fuchs               | 23/07/1966 |
| 10/04/2001 | 02/04/2002 | Tim Kamp                | 12/05/1957 |
| 03/04/2002 | 30/06/2002 | Stefan Emmerling        | 10/02/1966 |
| 01/07/2002 | 04/05/2003 | Slavko Petrović         | 10/08/1958 |
| 05/05/2003 | 30/06/2003 | Uwe Weidemann           | 14/06/1963 |
| 01/07/2003 | 27/11/2004 | Massimo Morales         | 20/04/1964 |
| 28/11/2004 | 12/11/2007 | Uwe Weidemann           | 14/06/1963 |
| 13/11/2007 | 31/12/2007 | Wolf Werner             | 08/04/1942 |
| 01/01/2008 | 27/05/2013 | Norbert Meier           | 20/09/1958 |
| 01/07/2013 | 30/11/2013 | Mike Büskens            | 19/03/1968 |
| 01/01/2014 | 30/06/2014 | Lorenz-Günther Köstner  | 30/10/1952 |
| 01/07/2014 | 22/02/2015 | Oliver Reck             | 27/02/1965 |
| 23/02/2015 | 30/06/2015 | Taskin Aksoy            | 13/06/1967 |
| 01/07/2015 | 22/11/2015 | Frank Kramer            | 03/05/1972 |
| 23/11/2015 | 22/12/2015 | Peter Hermann           | 22/03/1952 |
| 23/12/2015 | 13/03/2016 | Marco Kurz              | 16/05/1969 |
| 14/03/2016 | 29/01/2020 | Friedhelm Funkel        | 10/12/1953 |
| 29/01/2020 | 30/06/2021 | Uwe Rösler              | 15/11/1968 |
| 01/07/2021 | 07/02/2022 | Christian Preußer       | 23/01/1984 |
| 08/02/2022 | heden      | Daniel Thioune          | 21/07/1974 |